# Fool Again
"Fool Again" é o quinto single da boy band irlandesa Westlife lançado em 27 de março de 2000.
A canção se tornou o 5º single número um no Reino Unido e passou doze semanas nas paradas.

## Sobre o videoclipe
O vídeo mostra o grupo andando pela Praça da Constituição, Cidade do México, entre outros lugares no México.

## Faixas
CD1
1. "Fool Again" (Single Remix) — 3:49
2. "Tunnel of Love" — 3:09
3. "Fool Again" (Video) — 3:49

CD2
1. "Fool Again" (Single Remix) — 3:49
2. "Fool Again" (Acoustic) — 3:49
3. "Don't Calm the Storm" — 3:57

CD Promo
1. "Fool Again" (2000 Remix) — 3:49 (apenas promocional para as rádios do Reino Unido)

## Desempenho nas paradas
| Parada                           | Posição mais alta | Certificação |
| -------------------------------- | ----------------- | ------------ |
| Belgian (Flanders) Singles Chart | 38                |              |
| German Singles Chart             | 80                |              |
| Irish Singles Chart              | 2                 |              |
| Netherlands Singles Chart        | 23                |              |
| Swedish Singles Chart            | 5                 | Ouro         |
| Swiss Singles Chart              | 39                |              |
| UK Singles Chart                 | 1                 |              |
| UK Radio Airplay Chart           | 8                 |              |